# Estación de Yerres
La estación de Yerres es una estación ferroviaria francesa situada en la comuna homónima, en el departamento de Essonne, al sureste de París. Por ella circulan los trenes de cercanías de la línea D.  

## Historia
Aunque la línea en la que se ubica la estación data de mediados del siglo XIX, la estación no fue puesta en servicio hasta 1951, poco después de la electrificación del tramo al que pertenece. 
El 24 de septiembre de 1995, pasó a formar parte también de la línea D del RER. 
En 2009 se pusieron en marcha obra tendentes a renovar el interior de la estación y los techos. Además se creó un nuevo acceso a uno de los andenes dirección París.

## Descripción
Dispone de 3 andenes curvados, dos laterales y uno central y de cuatro vías, dando lugar a la siguiente organización: a-v-v-a-v-v-a. Varios subterráneos permiten acceder a los diferentes andenes.